# Фосо Морто (Пистоја)
Фосо Морто је насеље у Италији у округу Пистоја, региону Тоскана.
Према процени из 2011. у насељу је живело 15 становника. Насеље се налази на надморској висини од 14 м.